# محسن حکیمی
محسن حکیمی (زادۀ ۱۳۲۸ در کرمانشاه - )، نویسنده، مترجم چپ‌گرا و فعال کارگری کُرد اهل ایران است.
او عضو کانون نویسندگان ایران است و تا کنون دو دوره عضو هیئت دبیران کانون نویسندگان ایران بوده‌است.
محسن حکیمی همچنین عضو مؤسس کمیته هماهنگی برای ایجاد تشکل کارگری بوده‌است.

## کتاب‌ها
- شش متفکر اگزیستانسیالیست، ه.ج. بلاکهام، محسن حکیمی (مترجم)، ناشر: نشر مرکز، چاپ نهم، ۱۳۹۳
- جهانی شدن و فرهنگ، جان تاملینسون، محسن حکیمی (مترجم)، ناشر: دفتر پژوهشهای فرهنگی، چاپ دوم، ۱۳۹۳
- پنجاه متفکر بزرگ معاصر: از ساختارگرایی تا پسامدرنیته، جان لچت، محسن حکیمی (مترجم)، فریدون فاطمی (ویراستار)، ناشر: خجسته، چاپ چهارم، ۱۳۹۲
- هگل جوان: پژوهشی در رابطه دیالکتیک و اقتصاد، گئورگ لوکاچ، محسن حکیمی (مترجم)، ناشر: نشر مرکز، چاپ چهارم، ۱۳۹۱
- چهار پراگماتیست: درآمدی انتقادی بر فلسفه پیرس، جیمز، مید و دیوئی، اسرائیل شفلر، محسن حکیمی (مترجم)، ناشر: نشر مرکز، چاپ دوم (ویرایش جدید)، ۱۳۸۱
- پسامدرنیته، دیوید لایون، محسن حکیمی (مترجم)، ناشر: آشیان، چاپ چهارم (ویرایش جدید)، ۱۳۹۲
- فلسفهٔ فرانسه در قرن بیستم، اریک ماتیوز، محسن حکیمی (مترجم)، فریدون فاطمی (ویراستار)، ناشر: ققنوس، چاپ دوم، ۱۳۹۱
- پساکمونیسم، ریچارد ساکوا، محسن حکیمی (مترجم)، ناشر: آشیان، چاپ دوم (ویرایش جدید)، ۱۳۹۳
- فیلسوفان صلح و جنگ، وی.بی. گالی، محسن حکیمی (مترجم)، ناشر: نشر مرکز، چاپ دوم (ویرایش جدید)، ۱۳۹۲
- آنتونیو گرامشی، فراسوی مارکسیسم و پسامدرنیسم، رناته هالوب، محسن حکیمی (مترجم)، ناشر: نشر چشمه، چاپ دوم (ویرایش جدید)، ۱۳۹۰
- هیچ‌انگار تمام‌عیار: مقدمه‌ای بر اندیشهٔ سیاسی نیچه، کیت انسل-پیرسون، محسن حکیمی (مترجم)، ناشر: خجسته، چاپ دوم، ۱۳۹۰
- اتحادیه‌های کارگری، کارل مارکس و فریدریش انگلس، محسن حکیمی (مترجم)، ناشر: نشر مرکز، چاپ اول، ۱۳۹۳، چاپ دوم، ۱۳۹۴
- دگردیسی کمونیسم مارکس: از جنبش سرمایه‌ستیز طبقۀ کارگر به حزب ایدئولوژیک سرمایه‌داری دولتی، محسن حکیمی (مولف) ناشر: اختران، ۱۳۹۶.